# Cappella Colloredo

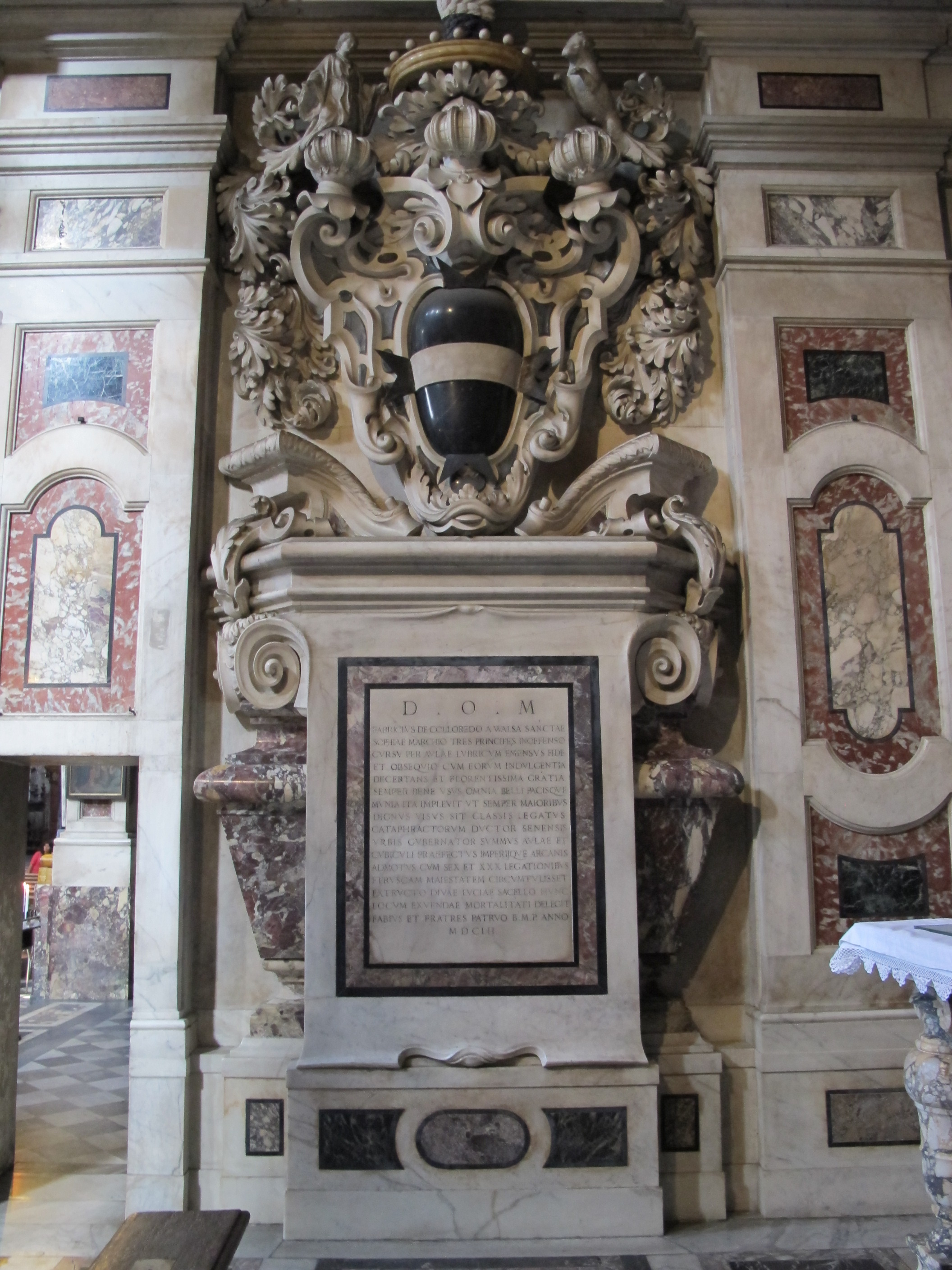
Monumento funebre di Fabrizio Colloredo

La cappella Colloredo è la terza cappella a destra della navata della basilica della Santissima Annunziata a Firenze. Fu ristrutturata nel 1643 su commissione di Fabrizio Colloredo e disegno di Matteo Nigetti, con un importante ciclo di affreschi del Volterrano. La cappella è oggi dedicata ai sette santi fondatori, mentre originariamente era dedicata a santa Lucia di Siracusa, sotto il patronato della famiglia Cresci.

## Storia
La cappella fu tra le prime ad essere realizzate nella nuova basilica, nel 1387, e dedicata originariamente a santa Lucia. Fu patronata dai fratelli Lorenzo, Bartolomeo e Piero di Cresci del Buono Tragualzi, i cui discendenti stabilizzarono poi il nome familiare in "Cresci". Si sa che tra le decorazioni originarie c'era la decorazione della volta con affreschi di Nardo di Cione, che andarono perduti con la costruzione della cupoletta nella ristrutturazione seicentesca. La cappella restò il luogo di sepoltura dei Cresci fino all'inizio del Seicento, quando l'ultimo discendente Pier Andrea, nel trasferirsi a Pisa, rinunciò al patronato, avviandola a un ventennio di abbandono.
Nel 1623, un frate del convento, Giovanni Maria delle Burella, si offrì di restaurarla a proprie spese, decorando l'altare con una pala della Natività e la finestra con una vetrata.
Nel 1643 il nobiluomo Fabrizio Colloredo manifestò il suo interesse per acquistare una cappella per la sua famiglia all'Annunziata, per cui aveva una particolare devozione. Dopo il fallimento delle trattative per l'attigua cappella Cortigiani (oggi detta di San Pellegrino Laziosi), comprò la cappella di Santa Lucia da Pier Andrea Cresci il 22 maggio 1643.
Le pitture sono state restaurate nel 1984 e nel 2020 sono stati valorizzati da un nuovo sistema di illuminazione.

## Descrizione

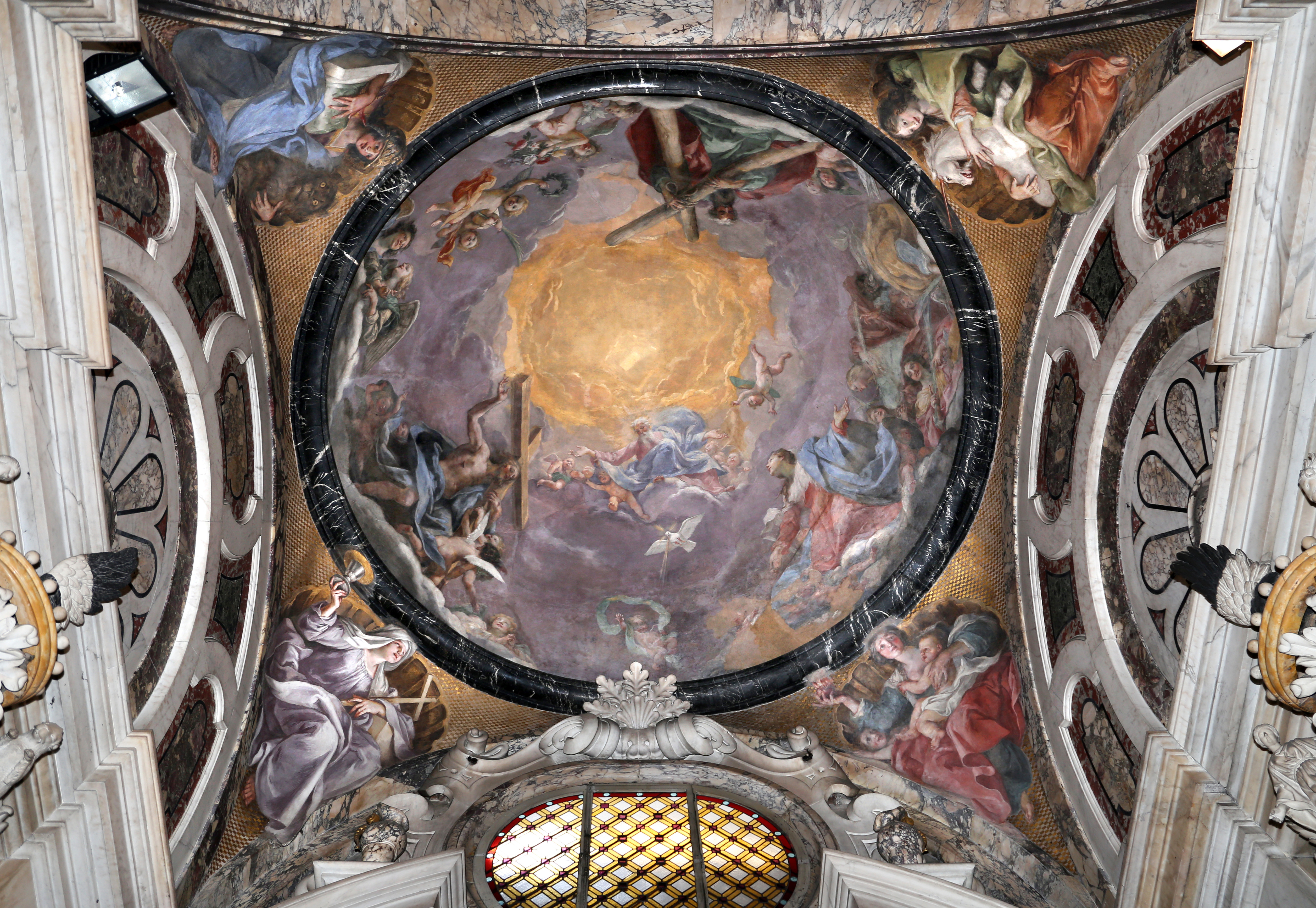
La Gloria di santa Lucia del Volterrano

La capella è aperta sulla navata da un arco a tutto sesto, come le altre. L'altare maggiore è composto da una grande pala d'altare incornicata da colonne e da un timpano curviline spezzato, che ingloba la vetrata. Le ricche cornici e specchiature marmoree sono tipiche delle architetture progettate da Matteo Nigetti. La pala era originariamente il Martirio di Santa Lucia di Jacopo Vignali, spostata nel Settecento dai frati in una cappella della tribuna, e sostituita con la Madonna impone in sogno ai Sette Santi Fondatori l'abito nero di Niccolò Nannetti, del 1727. Con lo spostamento cambiò anche la titolazione della cappella.
Ai lati spiccano i due falsi sarcofagi destinati simbolicamente a Fabrizio e ai suoi discendenti (la vera camera mortuaria è sotto l'altare, accessibile da botola), sormontati da due fastosi stemmi Colloredo entro ricchi cimieri scolpiti da Francesco Mochi. Vi sono inclusi vari motivi dell'araldica tedesca, patria di origine della famiglia, tra cui l'elmo con l'ala, la fanciulla inghinocchiata e il drago. 
Sulla volta e sui pennacchi il pittore Volterrano rappresentò la Gloria di santa Lucia alla presenza di Cristo portacroce e sant'Andrea, e quattro Virtù: Fortezza, Purezza, Fede e Carità.